# The Irish Press
The Irish Press (Scéala Éireann en irlandais) est un quotidien irlandais dont le premier numéro est paru le 5 septembre 1931 et le dernier, le 25 mai 1995.
Fondé par Éamon de Valera, il soutient le Fianna Fáil tout au long de son existence.